# Auchinloch

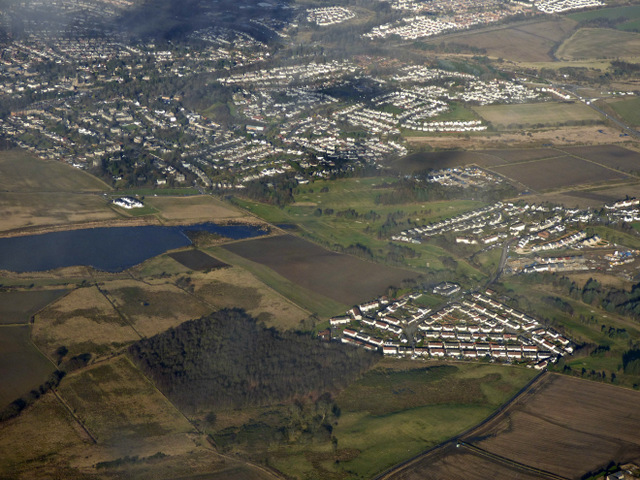
Auchinloch und der See aus der Luft

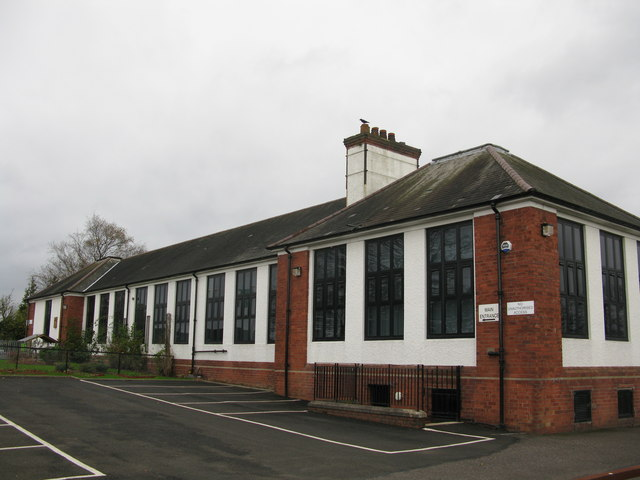
Grundschule in Auchinloch

Auchinloch ist eine Gemeinde (Community Council Area), die nordöstlich von Glasgow in der Region North Lanarkshire in Schottland liegt.

## Geographie
Auchinloch liegt in der weitgehend ebenen Landschaft der Central Lowlands. Zum dem älteren Teil im Osten ist eine neuere Erweiterung im Westen gekommen. Nordwestlich befindet sich ein kleiner See, das Gadloch. Ortschaften in der Nähe sind Kirkintilloch, Lenzie und Garngaber im Norden, Moodiesburn im Osten, Chryston und Muirhead im Südosten, Stepps im Süden sowie Robroyston im Südwesten.

## Historisches
Im Rahmen der historischen Gliederung Schottlands in Civil Parishes zählt Auchinloch zu Cadder, das zu Lanarkshire gehörte. Seit deren Auflösung bildet es eine eigenständige Gemeinde.